# Le vele scarlatte
Le vele scarlatte (L'Envol) è un film del 2022 diretto da Pietro Marcello, liberamente tratto dal romanzo di Aleksandr Grin Vele scarlatte (1923).

## Trama
Nel nord rurale della Francia del primo dopoguerra, Juliette, giovane orfana di madre, vive col padre Raphaël, un burbero reduce di guerra. A causa della sua indole di sognatrice che la porta a isolarsi è malvista dagli altri abitanti del villaggio, in particolare dagli uomini. Un giorno, lungo la riva del fiume, una maga le predice che "delle vele scarlatte" arriveranno per portarla via da lì: Juliette continua a sperarci finché un giorno la profezia non pare avverarsi, quando un affascinante aviatore le piove letteralmente dal cielo.

## Distribuzione
Il film è stato presentato in anteprima il 18 maggio 2022 alla Quinzaine des Réalisateurs del 75º Festival di Cannes. È stato distribuito nelle sale cinematografiche italiane a partire dal 12 gennaio 2023 da 01 Distribution.

## Accoglienza
Il film è costato 6.751.348,00 euro e ha incassato 158.000 euro